# Plistospilota camerunensis
Plistospilota camerunensis es una especie de mantis de la familia Mantidae.

## Distribución geográfica
Se encuentra en Camerún.